# Francesco Borello
Francesco Borello (Vercelli, 16 gennaio 1902 – Vercelli, 9 maggio 1979) è stato un calciatore italiano, di ruolo ala sinistra.

## Carriera
Fatta eccezione per una breve parentesi alla Biellese in uno dei suoi ultimi anni, Borello giocò per tutta la carriera nella Pro Vercelli, con cui debuttò in Prima Categoria il 14 marzo 1920 (nella gara casalinga contro il Legnano vinta per 2-1) e conquistò due scudetti nel 1920-1921 e nel 1921-1922.
Giocò in Nazionale una sola volta, nell'amichevole contro la Spagna del 9 marzo 1924.

## Statistiche

### Cronologia presenze e reti in Nazionale
| Cronologia completa delle presenze e delle reti in nazionale ― Italia | Cronologia completa delle presenze e delle reti in nazionale ― Italia | Cronologia completa delle presenze e delle reti in nazionale ― Italia | Cronologia completa delle presenze e delle reti in nazionale ― Italia | Cronologia completa delle presenze e delle reti in nazionale ― Italia | Cronologia completa delle presenze e delle reti in nazionale ― Italia | Cronologia completa delle presenze e delle reti in nazionale ― Italia | Cronologia completa delle presenze e delle reti in nazionale ― Italia |
| Data                                                                  | Città                                                                 | In casa                                                               | Risultato                                                             | Ospiti                                                                | Competizione                                                          | Reti                                                                  | Note                                                                  |
| --------------------------------------------------------------------- | --------------------------------------------------------------------- | --------------------------------------------------------------------- | --------------------------------------------------------------------- | --------------------------------------------------------------------- | --------------------------------------------------------------------- | --------------------------------------------------------------------- | --------------------------------------------------------------------- |
| 09/03/1924                                                            | Milano                                                                | Italia                                                                | 0 – 0                                                                 | Spagna                                                                | Amichevole                                                            | -                                                                     |                                                                       |
| Totale                                                                |                                                                       | Presenze                                                              | 1                                                                     |                                                                       | Reti                                                                  | 0                                                                     |                                                                       |

## Palmarès

### Club

#### Competizioni nazionali
- Campionato italiano: 2

Pro Vercelli: 1920-1921, 1921-1922